# Aulnay-sur-Iton
Aulnay-sur-Iton là một xã thuộc tỉnh Eure trong vùng Normandie miền bắc nước Pháp.

## Huy hiệu
| Arms of Aulnay-sur-Iton | The arms of Aulnay-sur-Iton are blazoned: Per pale Or and azure, a chevron counterchanged, between an alder leaf argent, a swan argent and a pale issuant from base couped counterchanged, conjoined to which a barrulet wavy and a millwheel argent. |